# Драй-Веллі (Невада)
Драй-Веллі (англ. Dry Valley) — переписна місцевість (CDP) в США, в окрузі Лінкольн штату Невада. Населення — 49 осіб (2020).

## Географія
Драй-Веллі розташований за координатами 37°53′4″ пн. ш. 114°18′18″ зх. д. / 37.88444° пн. ш. 114.30500° зх. д. (37.884349, -114.305046).  За даними Бюро перепису населення США в 2010 році переписна місцевість мала площу 9,80 км², уся площа — суходіл.

## Демографія
Згідно з переписом 2010 року, у переписній місцевості мешкало 78 осіб у 22 домогосподарствах у складі 19 родин. Густота населення становила 8 осіб/км².  Було 33 помешкання (3/км²).
Расовий склад населення:
| - 98,7 % — білих |

До двох чи більше рас належало 1,3 %. Частка іспаномовних становила 7,7 % від усіх жителів.
За віковим діапазоном населення розподілялося таким чином: 42,3 % — особи молодші 18 років, 46,2 % — особи у віці 18—64 років, 11,5 % — особи у віці 65 років та старші. Медіана віку мешканця становила 28,5 року. На 100 осіб жіночої статі у переписній місцевості припадало 85,7 чоловіків;  на 100 жінок у віці від 18 років та старших — 114,3 чоловіків також старших 18 років.
Цивільне працевлаштоване населення становило 0 осіб. 